# Miss Tahloulah May
Miss Tahloulah May (Paramaribo, 16 september 1986) is een Nederlandse modulaire synthesist, componist, sound designer en muziekproducent.
Zij produceerde naast artiesten als Sofi Tukker en !LLMIND presets voor Native Instruments’ Community Drive 2021.

## Biografie
In november 2020 was zij samen met Nightmares on Wax gastspreker in de Blacktronika: Afrofuturism In Electronic Music course van King Britt aan de University of California San Diego.
Ook is zij gastspreker geweest in de “music composition class” van Nicole Mitchell Grantt aan de University of Pittsburgh.
Op 6 november 2020 bracht Miss Tahloulah May haar album Rugged uit. Dit album werd door Wordplay Magazine benoemd als een ode aan de authenticiteit en creativiteit die Hiphop ons over de jaren heeft gebracht. Het werd gezien als een eerbetoon aan onder anderen J Dilla en RZA.
Miss Tahloulah May staat bekend om het feit dat zij muziek produceert zonder Digital Audio Workstation (DAW). Zij neemt veelal haar muziek op in de Roland SP-404. Deze sampler werkt voor haar als het brein van haar studio.
Op 4 april 2021 was Miss Tahloulah May onderdeel van de door Roland Corporation georganiseerde 404DAY SP Takeover. Samen met artiesten zoals Dibiase trad zij tijdens de COVID-19 lockdown online op, op de Roland socialmediaplatforms.
Tijdens de COVID-19 lockdowns heeft Miss Tahloulah May een (visuele) radioshow gemaakt, welke in 2020 werd uitgezonden op het Britse online radiostation Run Dem Radio (opgericht door Charlie Dark van de Run Dem Crew).
Haar bedoeling was via deze radioshow underground en onafhankelijke artiesten een platform te bieden tijdens de COVID-19 crisis.
Op 16 september 2021 vierde Miss Tahloulah May haar 35ste verjaardag als gast bij de online serie van Native Instruments, Real Talk. Zij sprak daar onder andere over de Metapop X Native Instruments beatmaking competitie waarbij zij een van de juryleden was.
In een artikel van Reverb.com met als onderwerp de combinatie van hiphop en modulaire synthesizers, wordt onder anderen Miss Tahloulah May geïnterviewd over haar visie, modulaire set-up en werkwijze. MTM geeft aan dat de semi-modular Moog Grandmother samen met de Moog Sound Studio 3 Mother-32 haar eerste kennismaking met modulaire synthesizers zijn geweest. Vandaag de dag heeft May een modulair systeem, waarin onder anderen de Winter Modular’s Eloquencer en Making Sound Machines Stolperbeats gebruikt worden voor drums. Zij gebruikt onder anderen de Intellijel’s Metropolix voor melodieën en baselines.

## Discografie
- Music is food for your soul, don't starve! (2019)
- Amsterdam (2019)
- Kangoloops (2020)
- Ms. Ana Logue (2020)
- Rugged (2020)
- Reboot (2021)
- Cute but Psycho (2021)
- Wired (2022)
- Mind Set (2022)
- Equilibrium (2022)
- Apricity (2022)

## Jeugd
Miss Tahloulah May werd vanaf een jonge leeftijd muzikaal geïnspireerd door haar moeder. Zo is haar liefde voor onder anderen Soul, Funk, Jazz, Kaseko en Caribische muziek ontstaan.